# 元気売りの少女〜浪花名歌五十選〜
「元気売りの少女 〜浪花名歌五十選〜」（げんきうりのしょうじょ 〜なにわめいかごじゅっせん〜）は、日本の女性アイドルグループたこやきレインボーの4枚目のシングル。2015年5月20日にSTARDUST RECORDSから発売された。

## 概要
CDのみのまいど!盤、おおきに!盤、関西限定盤とDVDが付いた会場限定盤の4形態で発売。

## 収録内容

### まいど!盤
CD
1. 元気売りの少女 〜浪花名歌五十選〜
作詞・作曲・編曲：前山田健一
2. たこ虹物語 〜オーバー・ザ・関ヶ原〜
作詞・作曲・編曲：浅利進吾

### おおきに!盤
CD
1. 元気売りの少女 〜浪花名歌五十選〜
2. ジュージューシー!!
作詞・作曲・編曲：MEG.ME

### 関西限定盤
CD
1. 元気売りの少女 〜浪花名歌五十選〜
2. 叫べ! ガウガール
作詞・作曲・編曲：hisakuni

### 会場限定盤
CD
1. 元気売りの少女 〜浪花名歌五十選〜

DVD
1. 元気売りの少女 〜浪花名歌五十選〜「MUSIC VIDEO」
2. 元気売りの少女 〜浪花名歌五十選〜 メイキング映像

## リリース日一覧
| 地域 | リリース日    | レーベル         | 規格                 | カタログ番号              |
| ---- | ------------- | ---------------- | -------------------- | ------------------------- |
| 日本 | 2015年5月20日 | STARDUST RECORDS | マキシシングル（CD） | ZXRC-1011（まいど！盤）   |
| 日本 | 2015年5月20日 | STARDUST RECORDS | マキシシングル（CD） | ZXRC-1012（おおきに！盤） |
| 日本 | 2015年5月20日 | STARDUST RECORDS | マキシシングル（CD） | ZXRC-1013（関西限定盤）   |
| 日本 | 2015年5月20日 | STARDUST RECORDS | CD+DVD               | ZXRC-1014（会場限定盤）   |